# 常安镇 (石家庄市)
常安镇，是中华人民共和国河北省石家庄市藁城区下辖的一个乡镇级行政单位。

## 行政区划
常安镇下辖以下地区：
锁家寨村、永安村、里庄村、东辛庄村、南楼村、北楼村、朋学村、耿村、王家庄村、豆家庄村、南朋村、南黄家庄村、后营村、大常安村、小常安村、柳树寨村、南周卦村和北周卦村。